# フルナリ
フルナリ（イタリア語: Furnari）は、イタリア共和国シチリア州メッシーナ県にある、人口約3,800人の基礎自治体（コムーネ）。

## 地理

### 位置・広がり
メッシーナ県のコムーネ。県都メッシーナから西南西へ39kmの距離にある。

#### 隣接コムーネ
隣接するコムーネは以下の通り。
- ファルコーネ
- マッツァッラ・サンタンドレーア
- テルメ・ヴィリアトーレ
- トリーピ